# Kunstzeitung
Die Kunstzeitung (eigene Schreibweise: KUNSTZEITUNG) war eine seit 1996 monatlich erscheinende Kunstzeitschrift. Sie wurde vom Verlag Lindinger + Schmid in Berlin in einer Auflage von 200.000 Exemplaren vertrieben.
Das Blatt berichtete kritisch über Ausstellungen und Veranstaltungen und stellte Künstler und Kunstvermittler vor. Monatlich wurden die bis zu 44 Seiten Umfang bietenden Zeitungen im Berliner Format überall dort kostenlos verteilt, wo Menschen an Kunst interessiert sind. Rund 1900 Museen, Kunsthallen, Kunstvereine, Galerien, Hochschulen, Hotels, Buchhandlungen, Bibliotheken, Unternehmen und Institutionen vor allem in Deutschland, Österreich und der Schweiz halfen, die Kunstzeitung zu verbreiten. Finanziert wurde die Publikation über Anzeigen.
Nach 27 Jahren wurde das Erscheinen der Publikation eingestellt. Die Ausgabe 306 der KUNSTZEITUNG war die letzte Ausgabe. In der Zeitung werden die fehlenden Anzeigen, die zur weiterführenden Finanzierung notwendig gewesen wären, deutlich als Leerfelder gekennzeichnet. Insgesamt wurden in diesem Zeitraum rund 62 Millionen Exemplare verbreitet.
Die während der Coronazeit einbrechenden Werbeeinnahmen waren durch private Geldmittel der Verleger nicht mehr auszugleichen. Während dieser Zeit wurde auf eine nur noch eine 20-Seiten-Ausgabe mit zweimonatlicher Erscheinungsweise reduziert. Die wirtschaftliche Situation ließ schließlich nur die Einstellung im Sommer 2023 zu, nachdem die Herausgeber zuvor wiederholt und vergeblich auf die angespannte Lage und ausbleibende Unterstützung durch Anzeigenkunden hingewiesen hatten. Die im Lockdown geschlossenen Museen schalteten keine Anzeigen mehr, so dass die Finanzierungsgrundlage wegbrach. Zudem wurde die Kunstzeitung nicht aus dem „Neustart“-Etat der Kulturstaatsministerin (BKM) wegen „einbrechender Werbeeinahmen“ unterstützt.
Nunmehr wird unter dem Dach von Lindinger + Schmid in Berlin einzig der 1991 gegründete Branchenbrief Informationsdienst KUNST fortgeführt – ein vierzehntäglich veröffentlichtes Print-Medium, nur per Abonnement erhältlich.

## Ehrungen
Geschäftsführerin Gabriele Lindinger und Chefredakteur Karlheinz Schmid wurden mit dem Award Kunstmediator 2006 ausgezeichnet.